# Nina Schultz
Pour les articles homonymes, voir Schultz.
Nina Schultz (née le 12 novembre 1998) est une athlète canadienne naturalisée chinoise, spécialiste des épreuves combinées.

## Biographie
Elle remporte la médaille d'argent de l'heptathlon lors des Jeux du Commonwealth de 2018, à Gold Coast, devancée par l'Anglaise Katarina Johnson-Thompson.
En 2019, elle demande un transfert d'allégeance auprès de World Athletics qui lui est accordée le 21 août 2019 avec pour date d’effet le 12 avril 2021. À partir de cette date, elle représentera la Chine en compétitions internationales.

## Palmarès
| Date | Compétition                   | Lieu       | Résultat | Épreuve    | Points    |
| ---- | ----------------------------- | ---------- | -------- | ---------- | --------- |
| 2015 | Championnats du monde cadets  | Cali       | 11e      | Heptathlon | 5 406 pts |
| 2016 | Championnats du monde juniors | Bydgoszcz  | 6e       | Heptathlon | 5 639 pts |
| 2018 | Jeux du Commonwealth          | Gold Coast | 2e       | Heptathlon | 6 133 pts |

## Records
| Épreuve    | Performance | Lieu       | Date          |
| ---------- | ----------- | ---------- | ------------- |
| Heptathlon | 6 133 pts   | Gold Coast | 13 avril 2018 |